# 鳳瑞
鳳瑞（？年—？年），字桐山，蘇完瓜尔佳氏，浙江乍浦駐防正白旗滿洲人。清朝將領，卒贈將軍。

## 生平
凤瑞七岁能诗，旗丁挑補筆帖式出身。咸豐十一年（1861年），太平天國圍攻乍浦，鳳瑞與兄麟瑞、弟雲瑞共同守城，燃放巨砲反擊太平軍，城池淪陷時，麟瑞、雲瑞巷戰陣亡，鳳瑞逃脫，投效李鴻章軍營。
於李鴻章部下轉戰江蘇、浙江各地，屢有建功，於太倉戰役尤有大功；攻打和州直隸州含山縣時，以騎兵一百餘人用計擊破太平軍一萬餘人，李鴻章曾稱讚為「非常人」。
起初，李鴻章軍因缺餉，不遵命效力，於是鳳瑞極力保舉盜賊首領賀國賢。賀國賢原本為鹽商，受到誣告殺兄而淪落為盜匪，鳳瑞跟賀國賢兄長是朋友。太倉戰役時，鳳瑞對賀國賢曉以大義，賀國賢立刻捐出十萬兩銀助餉，並率領自己部下投入攻城，於是攻克太倉州。賀國賢之後官至總兵，鳳瑞以累積功勳保舉至副都統銜，賞戴花翎。
太平天國戰爭平定後，乍浦旗營已覆滅，鳳瑞受調歸杭州，隱居不仕。當時難民遍地，鳳瑞先於上海縣、青浦縣設廠施放衣物、食物，安置流民，分遣回歸鄉里。又奉諭旨招集流亡的旗人回歸杭州駐防城，編組恢復營制。另外，也籌建浙江省昭忠祠，設立忠義墳。因杭州、乍浦兩處駐防旗營在戰亂中死亡超過一萬人，屍骨散亂狼藉，鳳瑞親自督檢、收殮掩埋，分別建置兩處大塚，主持立碑、祭祀、列入祀典；又採訪死者姓名，彙整刊刻殉難錄。
前乍浦副都統錫齡阿全家同時殉難，家僕石某單背負錫齡阿幼子逃出乍浦，沿路乞食而活，經鳳瑞發現，建言江蘇巡撫薛煥奏請撫卹，並為該名僕人作詩賦、給予資財歸鄉。
鳳瑞性格義俠，喜好行善，田地年收租穀數百石，總是散贈給窮人，數十年如一日，民眾稱其為善人。卒年八十二歲，朝廷恤贈將軍。
鳳瑞博學，工書畫，旅遊足跡遍布多省。曾自刻玉質印章：「讀萬卷書，行萬里路」。

## 著作
- 《老子解》
- 《如如老人詩草》（《如如老人灰余诗草》）
- 《梦花馆诗存》
- 辑《浙江八旗殉難錄》[3]

## 家庭及關聯
- 父：觀成，嘉慶二十三年文舉人，官四川重慶府南川縣知縣。[2]

有一兄一弟：
- 麟瑞（？年－1861年），官乍浦副都統衙門筆帖式印務章京，太平軍破城巷戰陣亡追贈副都統、雲騎尉。
- 雲瑞（？年－1861年），乍浦巷戰同時陣亡。

有四子，其中之二：
- 文梁（？年－？年），鳳瑞之子，因母患病，剖心救母而亡。[3]
- 金梁（1878年－1962年），鳳瑞之子，光緒三十年進士，翰林，官至奉天新民府知府、民國總管內務府大臣、滿洲國奉天國立博物館館長。